# 沖縄鉄軌道
沖縄鉄軌道（おきなわてつきどう）は、沖縄県の那覇市と名護市の間で建設が検討されている鉄道計画である。
那覇市と名護市を1時間程度で結ぶことを目標としている。
標準規格の普通鉄道による建設は事業費が過大となることから、AGT、HSST、鉄輪式リニアモーターカー、トラムトレインなどが検討されているほか、地元負担を減らすために全国新幹線鉄道整備法の枠組みを活用した整備も検討されている。

## 沿革

### 前史
かつて沖縄本島には那覇市に位置する那覇駅と嘉手納町・与那原町・糸満市を結ぶ沖縄県営鉄道が運行されていた。しかし太平洋戦争末期に軍事輸送に使用された後、戦闘の激化で1945年3月に運行を停止、その後の沖縄戦により鉄道施設は破壊された。終戦直後の1947年11月に沖縄民政府が米国軍政府に対して鉄道復旧を陳情し、軍政府も当初は鉄道敷設を志向していたものの、1948年以降は道路整備の推進に方針転換したため鉄道は復旧せず、戦後の鉄不足によるレールの回収、道路整備や米軍基地の建設などで鉄道敷地は分断されて残存した軌道も失われ、アメリカ統治下で県営鉄道は事実上消滅。2003年8月に沖縄都市モノレール線（ゆいレール）が開業するまで全県が鉄道空白地帯であり、開業後も那覇市内やその周辺の短距離交通に留まっていることから、より広域を連絡する公共交通の拡充が課題とされた。

### 沖縄県による調査・検討

#### 沖縄県総合交通体系基本計画
沖縄県では、交通政策の基本的な方針・施策を示す計画として、1982年に第2次沖縄振興開発計画に基づく沖縄県総合交通体系基本計画（第1次）が初めて策定された。その後、1992年（第2次）、2002年（第3次）の策定を経て、2012年7月19日に沖縄21世紀ビジョン基本計画を上位計画とする新たな沖縄県総合交通体系基本計画（第4次）が公表された。
新たな基本計画では、鉄軌道の導入が施策の内容の一つとして、「県民および観光客の移動利便性の向上、中南部圏域の交通渋滞緩和、低炭素社会の実現、県土の均衡ある発展を支える利便性の高い公共交通ネットワークを構築するため、沖縄本島を縦断し、広域移動を支える鉄軌道を含む新たな公共交通システムを導入する。」と言及され、導入に向けて持続的な経営を可能にする特例法の制定、需要の規模や特性を踏まえた導入環境整備に取り組むとしている。また、新たな公共交通システムと一体的にサービスするフィーダー交通（バスまたはLRT）の導入、既存のバス交通体系の見直しについても盛り込まれている。

### 内閣府による調査・検討

#### 鉄軌道等導入可能性検討基礎調査（平成22-23年度）
2010年度は、検討の前提となる諸条件の設定、県民・観光客のニーズの把握などを実施、需要予測モデルの構築が行われた。2011年度は、前年に設定した仮定のモデルルートを前提に、需要予測の見直し、総事業費・事業採算性のシミュレーション、整備効果の検討を実施、新たな公共交通システム検討のための課題整理などが行われた。
- 幹線骨格軸（糸満 - 那覇 - 宜野湾 - 沖縄 - 琉球石川 - 名護）
- 幹線骨格代替軸（糸満 - 那覇 - 宜野湾 - 読谷 - 名護）
- 支線1（幹線骨格軸 - 本部）
- 支線2（幹線骨格軸 - 南城）
- 支線3（幹線骨格軸 - 八重瀬）

## 路線規格案
2020年度調査のB/C比（費用便益比）は以下の通り。
| 路線規格案                 | B/C比 | 備考                                       |
| -------------------------- | ----- | ------------------------------------------ |
| トラムトレイン             | 0.89  | 市街地は路面を走行。名護-那覇60分は不可    |
| HSST                       | 0.73  |                                            |
| 高速AGT                    | 0.72  |                                            |
| スマート・リニアメトロ     | 0.67  | 鉄輪式リニアの高速版。まだ開発されていない |
| 小型システム（粘着式鉄道） | 0.66  | 京阪京津線、箱根登山電車同等の車両を想定   |

## ルート案
那覇と名護間を結ぶ利便性の高い公共交通ネットワークの骨格軸として計画検討委員会により設定された。設定に当たっては、人口分布、県民・観光客のパーソントリップ、路線バス利用者数、宿泊施設の分布、道路交通量、人口集中と開発計画などに基づいて経路を設定、事業性に影響する事業用地の確保（道路敷地の利用など）を考慮した上で、速達性を重視することから極端な大回りとならないルートとされた。当初、示された4案に加え、パブリックコメントの結果を反映した派生案3案を加えた合計7案が検討されていた。
- A案 中部西・北部西ルート（約60 km）
- B案 中部西・北部東ルート（約67 km）
- C案 中部東・北部西ルート（約63 km）
- D案 中部東・北部東ルート（約67 km）
- B派生案 中部西・北部東（恩納経由）ルート（約68 km）
- C派生案 中部東（北谷経由）・北部西ルート（約65 km）
- D派生案 中部東（北谷経由）・北部東ルート（約69 km）

県が委託したルート検討委員会が検討の結果、2018年3月にC派生案が採用すると報告がされた。